# Junior Stress
Junior Stress, właśc. Marcel Galiński (ur. 4 lipca 1986 w Lublinie) – polski wokalista, związany ze sceną muzyki reggae i dancehall. Członek sound systemu Love Sen-C Music oraz formacji Geto Blasta. Prowadzi także solową działalność artystyczną. W 2004 roku ukończył Prywatne Liceum im. Królowej Jadwigi w Lublinie.
Współpracował ponadto z takimi wykonawcami jak: Lech Janerka, Sidney Polak, Bas Tajpan, Bob One, EastWest Rockers (Ras Luta), Grubson, Hemp Gru, JWP, Marika, Mesajah, Miuosh, Natural Dread Killaz, MLN, WhiteHouse czy De Mono.

## Działalność artystyczna
Na stałe kojarzony z lubelskim sound systemem Love Sen-C Music, z którym zdobył pierwsze miejsce – Champion Sound na ogólnopolskim soundclashu Poznań 2005. Udziela się wokalnie w grupie Geto Blasta (wraz z Natty B).
Jego debiut wydawniczy to utwór „Korupcja” (zaśpiewany wspólnie z Natty B), wydany w 2004 roku na 7" płycie winylowej przez wytwórnię Siódemki.com. W styczniu 2006 utwór „Nieważne ile masz imion” ukazał się na składance Jah Free Pillar of Salt. W tym samym roku nagrał utwór „Otwórz swe oczy” (wraz z Ras Lutą), który ukazał się na minialbumie o tym samym tytule.
W 2005 na festiwalu w Ostródzie uzyskał tytuł najlepszego wokalisty. W 2009 roku związał się z wytwórnią Karrot Kommando. Jej nakładem ukazał się wiosną 2009 debiutancki album Juniora Stressa pt. L.S.M.
Jesienią 2008 roku (1-go października) odbyła się pierwsza impreza z cyklu Dancehall Masak-rah, impreza której inicjatorami byli Junior Stress i 27Pablo.

## Dyskografia
Albumy
| L.S.M.                      | - Data: 27 marca 2009 - Wydawca: Karrot Kommando    | –  |
| Dzięki                      | - Data: 11 sierpnia 2012 - Wydawca: Karrot Kommando | 46 |
| Sound systemowej sceny syn  | - Data: 12 kwietnia 2014 - Wydawca: Karrot Kommando | 48 |
| „–” album nie był notowany. |                                                     |    |

Notowane utwory
| Tytuł                                                | Rok  | Pozycja na liście | Pozycja na liście | Album        |
| Tytuł                                                | Rok  | LP3               | SLiP              | Album        |
| ---------------------------------------------------- | ---- | ----------------- | ----------------- | ------------ |
| „Konstytucje 2006” (oraz Sidney Polak, Lech Janerka) | 2006 | 1                 | 11                | Polski ogień |

Kompilacje różnych wykonawców
| Album                               | Rok  | Utwór | Źródło |
| ----------------------------------- | ---- | --- | ------ |
| Polski ogień                        | 2006 | Lech Janerka, Sidney Polak, Junior Stress – „Konstytucje 2006 (Money Bag)” Junior Stress, Tony Junior B.I.G. – „Sen De La Chica (Messer Banzani)” Junior Stress – „Kiedy nie myślę o niczym (Money Bag)” | [ 9 ]  |
| Waco Records Sampler 2006 Vol.1     | 2006 | Junior Stress – „Po to żeby żyć” | [ 10 ] |
| SummerJam 2007                      | 2007 | Al-Fatnujah, Junior Stress – „Chonabibe!” | [ 11 ] |
| Specjal Ganja Reggae Tunes Vol. 1   | 2008 | Junior Stress – „Chyba nie” | [ 12 ] |
| Rap Propaganja Vol.2 – Diss na rząd | 2009 | Junior Stress, Selecta SS – „Propaganja 2012” | [ 13 ] |
| Guadalajara Mixtape Vol. 1          | 2009 | Tallib, Junior Stress – „Grupa braci” | [ 14 ] |
| Prosto Mixtape 600V                 | 2010 | Junior Stress – „Duch ulicy” | [ 15 ] |
| Chonabibe Mikstejp                  | 2011 | Al-Fatnujah, Junior Stress – „Chonabibe! 2007” Al-Fatnujah, Grubson, Junior Stress – „Chonabibe! 2008” Junior Stress – „Kac” Junior Stress, SinSen, Pasterz, WKC, Topiko, Ignatz-I – „Susza”             | [ 16 ] |
| Prosto Mixtape Kebs                 | 2012 | Zarys Zdarzeń, Junior Stress, Tallib – „Nie poddawaj się” | [ 17 ] |

Występy gościnne
| Album                                       | Rok  | Utwór | Źródło |
| ------------------------------------------- | ---- | --- | ------ |
| Natural Dread Killaz – Naturalnie           | 2005 | „Mafija” (Love Sen-C Music Sound System) (gościnnie: Junior Stress)                                                                                   | [ 18 ] |
| EastWest Rockers – Ciężkie czasy            | 2006 | „Więcej ognia” (gościnnie: Junior Stress) | [ 19 ] |
| JWP – Numer jeden wróg publiczny            | 2007 | „Epicentrum” (gościnnie: Signor, Junior Stress) | [ 20 ] |
| WhiteHouse – Kodex 3: Wyrok                 | 2007 | „Siła-z-pokoju” (Skrecze DJ Feel-X) (gościnnie: Grubson, Junior Stress)                                                                               | [ 21 ] |
| Marika – Plenty                             | 2008 | „Pochwała naiwności” (gościnnie: Junior Stress, Ras Luta) „Ile we mnie jest” (gościnnie: Junior Stress)                                               | [ 22 ] |
| Mesajah – Ludzie prości                     | 2008 | „Moc słowa” (gościnnie: Junior Stress) | [ 23 ] |
| Instynkt – Kto ma ten przetrwa (Advance)    | 2008 | „Dosyć” (gościnnie: Junior Stress) | [ 24 ] |
| Bob One – Jeden                             | 2008 | „Możesz wszystko” (gościnnie: Junior Stress) | [ 25 ] |
| EastWest Rockers – Jedyna broń              | 2008 | „Wstaje rano” (gościnnie: Junior Stress) | [ 26 ] |
| Grubson – O.R.S.                            | 2009 | „Nowa fala (Remix)” (gościnnie: Bu, Metrowy, Majkel, Skorup, Wini, MadMajk, Junior Stress, Marian Wielkopolski, DJ Feel-X, Cheeba, Grizzlee, Jahdeck) | [ 27 ] |
| Starszy – Zaraz zwariują                    | 2010 | „Ja wiem” (gościnnie: Junior Stress) | [ 28 ] |
| Bas Tajpan – Korzenie i kultura             | 2010 | „Potęga majestatu” (gościnnie: Junior Stress) | [ 29 ] |
| Instynkt – Kto ma ten przetrwa              | 2010 | „Dosyć – Waco Rmx” (gościnnie: Junior Stress) | [ 30 ] |
| Miuosh – Piąta strona świata                | 2011 | „Nie zapomnij skąd jesteś” (gościnnie: Paluch, Junior Stress)                                                                                         | [ 31 ] |
| Hemp Gru – Jedność                          | 2011 | „Obudź się” (gościnnie: Junior Stress) | [ 32 ] |
| Paluch – Syntetyczna mafia                  | 2011 | „Nasz głos” (gościnnie: Miuosh, Junior Stress) | [ 33 ] |
| KaCeZet & Fundamenty – KaCeZet & Fundamenty | 2011 | „Miłość pieprzy rację” (gościnnie: Junior Stress) | [ 34 ] |
| Zarys Zdarzeń – 2011                        | 2011 | „Styl przeciw negatywnej wibracji” (gościnnie: Jarru, Junior Stress, Odgłosy Miasta, SinSen, CBT)                                                     | [ 35 ] |
| Hemp Gru – Jedność (DVD)                    | 2011 | „Obudź się” (gościnnie: Junior Stress) | [ 36 ] |
| De Mono – Spiekota                          | 2012 | „Asfaltowe łąki” (gościnnie: Junior Stress) | [ 37 ] |
| RaggaBangg – RaggaBangg                     | 2012 | „Zapalar” (gościnnie: Cheeba, Junior Stress) | [ 38 ] |

## Teledyski
| Utwór | Rok  | Reżyseria                                 | Album                      | Źródło |
| --- | ---- | ----------------------------------------- | -------------------------- | ------ |
| „Kroki” | 2009 | Koral Film                                | L.S.M.                     | [ 39 ] |
| „Śpieszmy się” | 2012 | Grube Lolo, sensi&                        | Dzięki                     | [ 40 ] |
| „Wieś się niesie”                                                                                                 | 2012 | Junior Stress, Grube Lolo, GRZVideos      | Dzięki                     | [ 41 ] |
| „Ludzie już nie zniszczą nic”                                                                                     | 2012 | Grube Lolo, Junior Stress, Thomas Antczak | Dzięki                     | [ 42 ] |
| „(nie)Prawda” | 2014 | GRZVideos                                 | Sound systemowej sceny syn | [ 43 ] |
| „Łatwo” | 2014 | GRZVideos                                 | Sound systemowej sceny syn | [ 44 ] |
| „Przedwczoraj” | 2014 | GRZVideos                                 | Sound systemowej sceny syn | [ 45 ] |
| Gościnnie |      |                                           |                            |        |
| Zarys Zdarzen – „Styl przeciw negatywnej wibracji” (gościnnie: Jarru, Junior Stress, Odgłosy Miasta, SinSen, CBT) | 2009 | Koral Film                                | 2011                       | [ 46 ] |
| Bas Tajpan – „Potęga majestatu” (gościnnie: Junior Stress)                                                        | 2010 | –                                         | Korzenie i kultura         | [ 47 ] |
| Miuosh – „Nie zapomnij skąd jesteś” (gościnnie: Paluch, Junior Stress)                                            | 2011 | Smokestory Group                          | Piąta strona świata        | [ 48 ] |
| Generacja Lunatyków – „Więcej mocy” (gościnnie: Junior Stress, DJ Feel-X)                                         | 2013 | –                                         | Więcej mocy                | [ 49 ] |
| Nizioł – „Zawsze coś” (gościnnie: Dobo ZDR, Siwers, Junior Stress)                                                | 2014 | Oesvidyo                                  | Pretekst                   | [ 50 ] |